# Diseae
Diseae es una tribu de orquídeas , que consiste principalmente en especies de hábito terrestres, con cerca de cuatrocientas especies, dividido en once géneros, distribuidos en cinco subtribus.  Las orquídeas que pertenecen a esta subfamilia están presentes principalmente en África.  Sólo dos géneros Disperis y Satyrium existen en Asia.
Se caracterizan por la presentación de  raíces o tallos tuberosos, las flores por lo general con viscidios dobles, polinias sésiles, caudículos algo prominentes, y la columna corta, no constreñida en la base de las anteras.

## Subtribus y Géneros
- Subtribu: Brownleeinae
  - Géneros: Brownleea
- Subtribu: Coryciinae
  - Géneros: Ceratandra - Corycium - Disperis - Evotella - Pterygodium
- Subtribu: Disinae
  - Géneros: Disa - Herschelia - Monadenia - Schizodium
- Subtribu: Huttonaeinae
  - Géneros: Huttonaea
- Subtribu: Satyriinae
  - Géneros: Pachites - Satyrium (incluye a Satyridium)